# Sibirisk spirea
Sibirisk spirea (Spiraea trilobata) är en rosväxtart som beskrevs av Carl von Linné. Enligt Catalogue of Life ingår Sibirisk spirea i släktet spireor och familjen rosväxter, men enligt Dyntaxa är tillhörigheten istället släktet spireor och familjen rosväxter. Arten förekommer tillfälligt i Sverige, men reproducerar sig inte. Utöver nominatformen finns också underarten S. t. pubescens.